# Крючково (деревня, Лихославльский район)
Крючково — деревня в Лихославльском районе Тверской области.

## География
Находится в центральной части Тверской области на расстоянии приблизительно 7 км на юг-юго-восток по прямой от районного центра города Лихославль.

## История
Деревня была отмечена как владельческая деревня ещё на карте Менде, состояние местности на которой соответствует 1848 году. В 1859 году здесь было учтено 6 дворов. До 2021 деревня входила в Вёскинское сельское поселение Лихославльского района до его упразднения.

## Население
Численность населения: 60 человек (1859 год), 20 (русские 85 %) в 2002 году, 20 в 2010.